# Quai Paquet
Le quai Paquet est un quai sur le fleuve Saint-Laurent à Lévis. Situé le long de la rue Saint-Laurent, il abrite une place publique, un bureau d'information touristique ainsi que la gare fluviale de Lévis permettant d'accéder à Québec via un traversier.

## Histoire
En avril 1864, le conseil municipal de Lévis décrète ce lieu comme terminus du traversier. Le chemin de fer Intercolonial atteint l'endroit en 1882. En 1912, le gouvernement du Canada entreprend la construction d'un quai en eau profond en comblant l'espace entre des quais déjà présents dont celui de la compagnie Paquet. L'entreprise y effectue du transbordement de charbon (avant 1950), de sel et de ciment.

### Réaménagement du quai

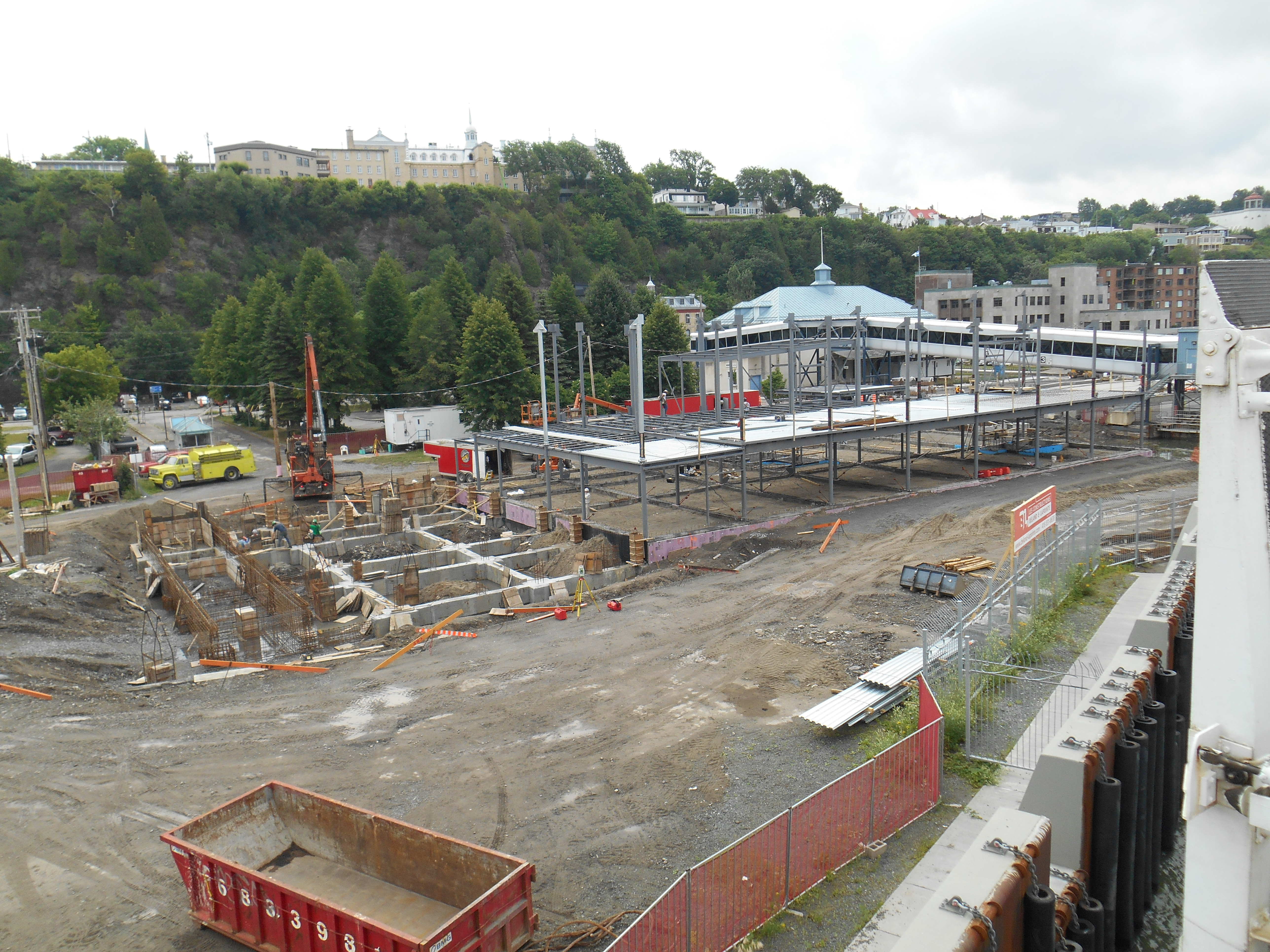
Travaux de réaménagement en 2014.

Le quai est entièrement réaménagé à partir de 2014. Une nouvelle gare fluviale est inaugurée en 2015 et une place publique en 2016. L'administration municipale souhaite construire un ascenseur reliant quai Paquet au promontoire de Lévis.
En 2017, l'achalandage du quai est estimé entre 1 200 à 2 000 personnes par jour, jusqu'à 5 000 personnes par jour lors d'événements. Le premier navire de croisière international de l'histoire de Lévis, le Saga Sapphire, accoste au quai le 1er octobre.

## Installations

### Place publique
La place publique est ouverte à l'été 2016. La pièce d'eau est inaugurée le 6 juillet 2016. D'une superficie de 2400 mètres carrés, elle possède 160 jets dont 48 peuvent atteindre la hauteur de 9 mètres. Illuminée par 172 luminaires DEL, la fontaine est alimentée par 48 pompes.
Un sentier glacé est mise en place à partir de l'hiver 2022-2023.

### Gare fluviale de Lévis
Opérée par la Société des traversiers du Québec, la gare est le terminus lévisien de la traverse Québec-Lévis. Pouvant accueillir jusqu'à 450 passagers, elle abrite un hall d'entrée, une billetterie, un café ainsi qu'une salle d’attente offrant une vue panoramique sur le fleuve. Le bureau administratif de la traverse s'y trouve.
Construite à partir de mars 2014, elle est inaugurée le 23 juin 2015 au coût de 15 millions $. Sa structure est construite en acier et en bois, principalement des essences québécoises comme l'épinette noire et le mélèze laricin. À la suite de son ouverture, la conception dite durable du bâtiment est récompensée par plusieurs prix architecturaux et une certification LEED.

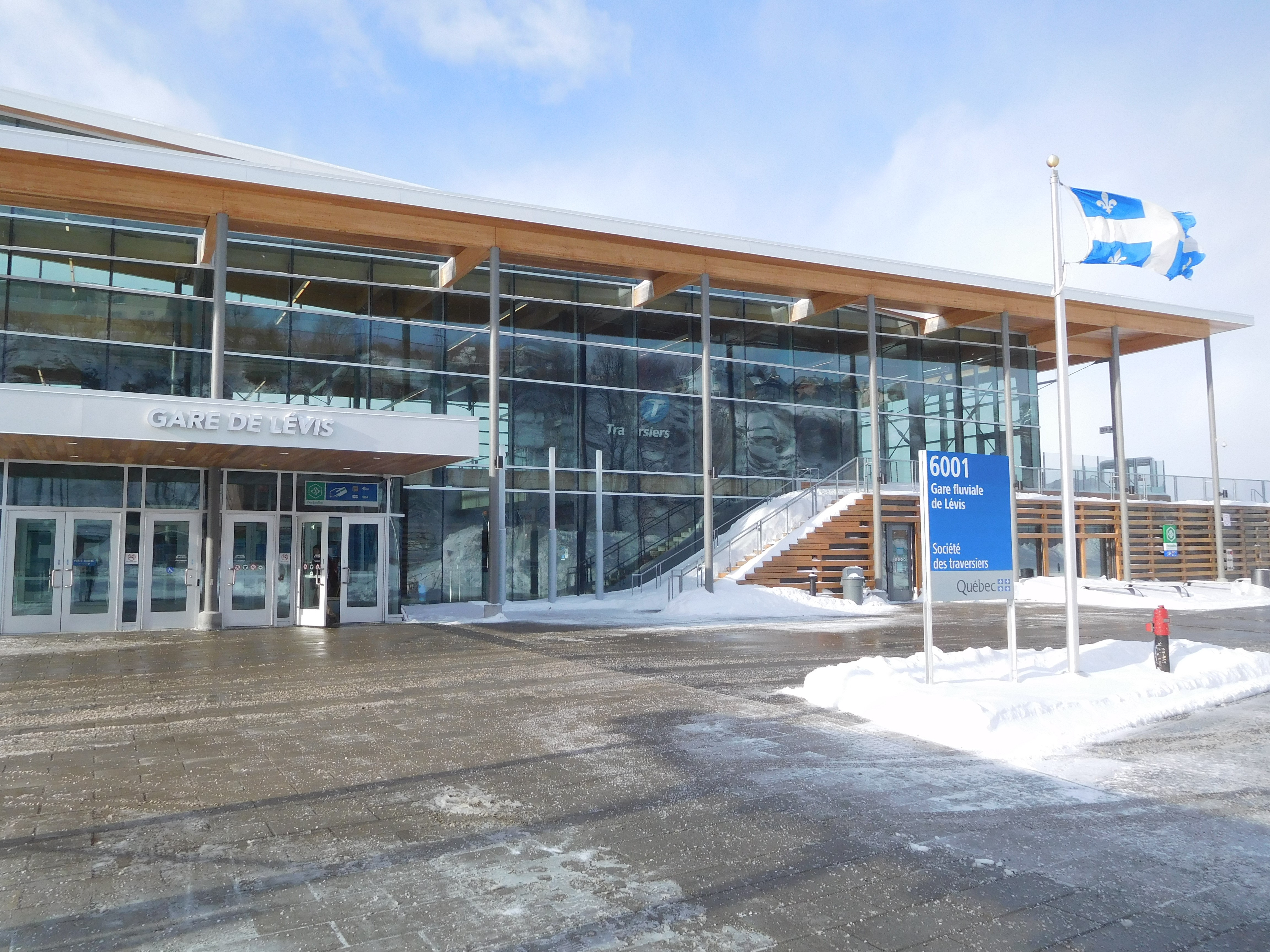
Entrée de la gare fluviale
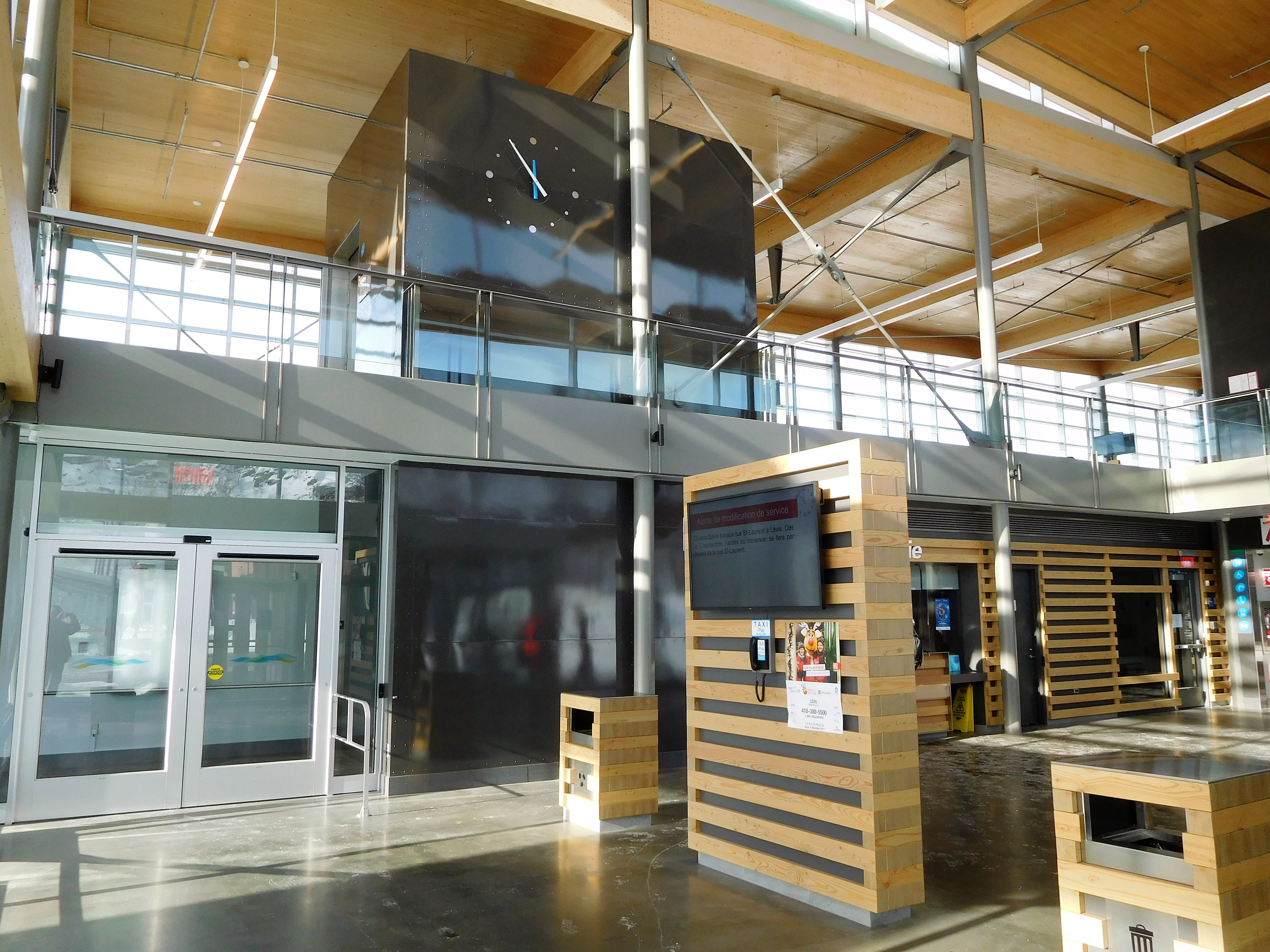
Intérieur de la gare fluviale
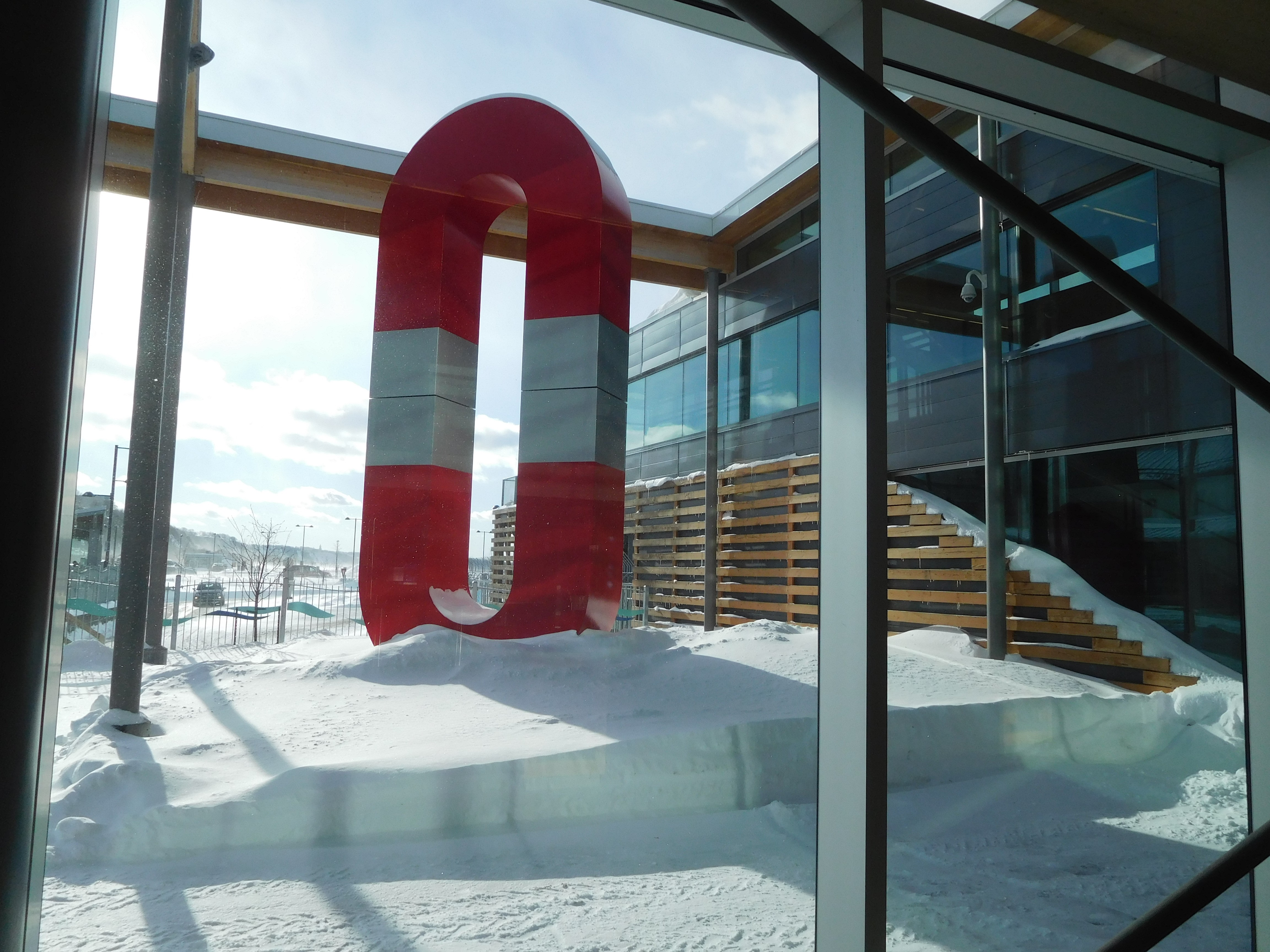
L'attraction, sculpture réalisée par Cooke-Sasseville
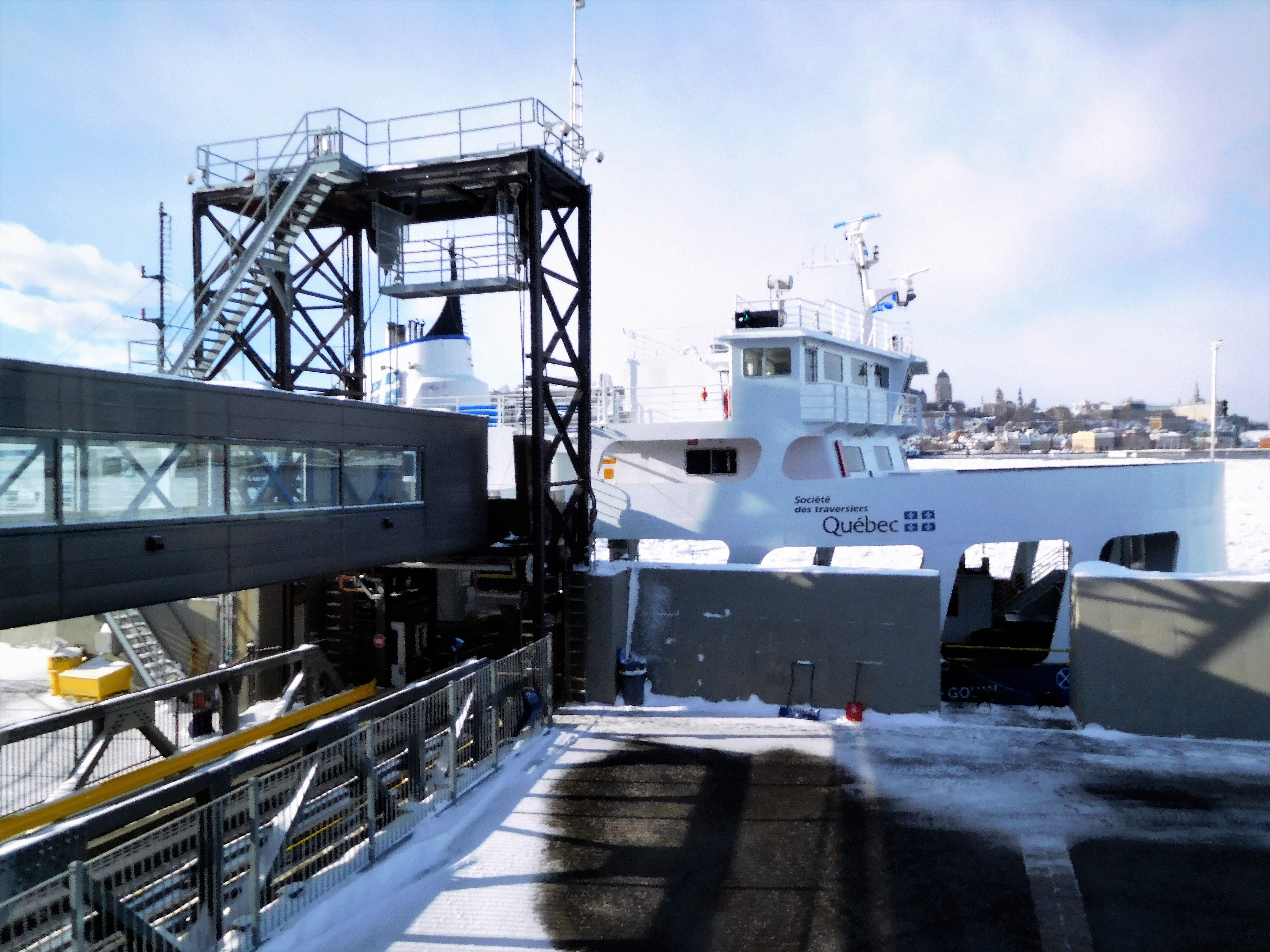
Passerelle d'embarquement
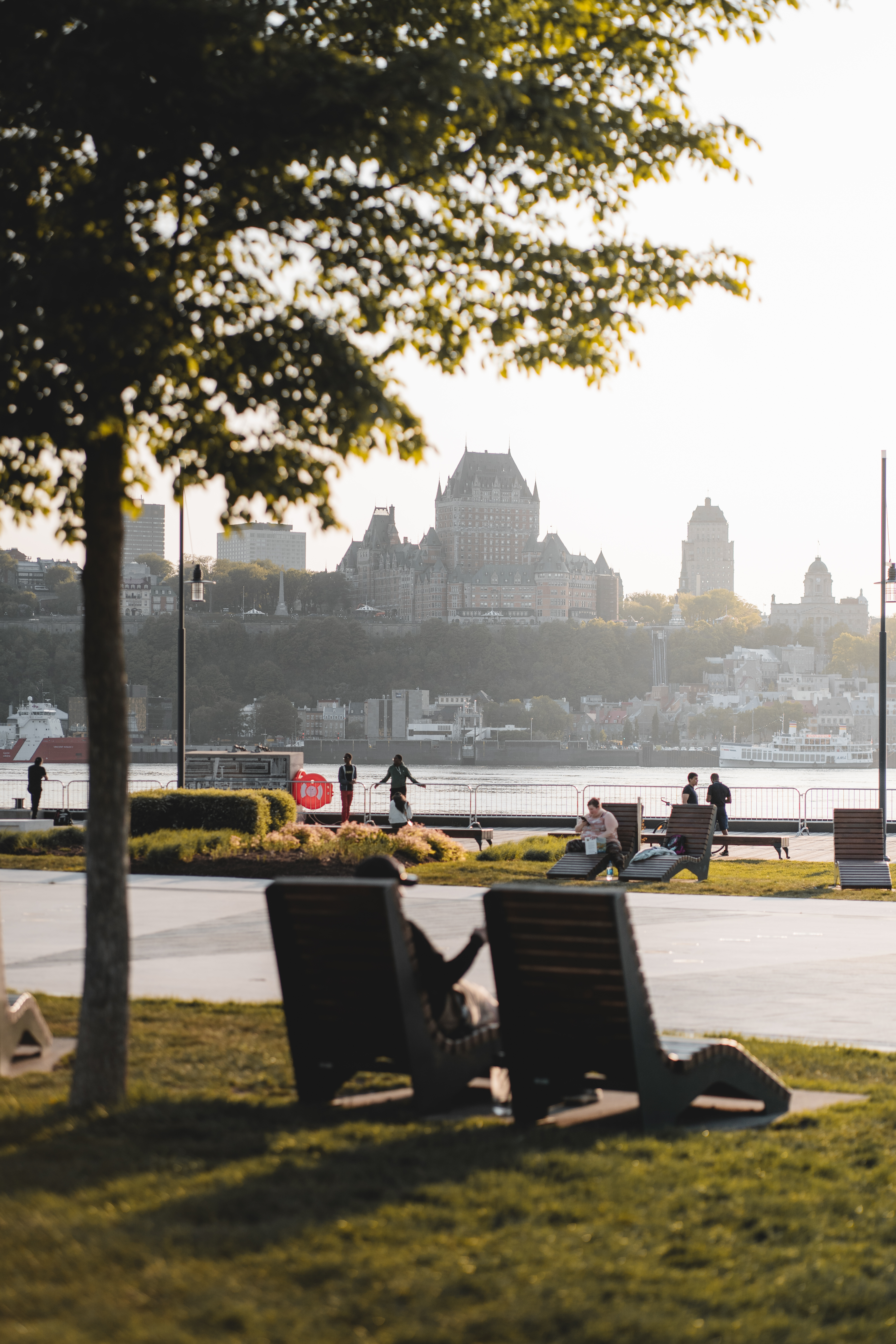

### Bureau d'information touristique
Construit en 1864, ce bâtiment connu sous le nom de gare de Lévis a d'abord servi comme hôtel de ville, puis gare ferroviaire de 1884 à 1998 et finalement comme gare fluviale jusqu'en 2015.